# 影斎北曜
影斎 北曜（えいさい ほくよう、生没年不詳）とは、江戸時代の浮世絵師。

## 略歴
葛飾北斎の門人。影斎、北曜と号して文化年間に活躍している。錦絵で摺物の美人画などを描いている。なお、同じ北斎門人であった本間北曜とは別人である。

## 作品
- 「水仙」 摺物 横大判錦絵、美人画  ※「北斎門人 影斎北曜」の落款[1]
- 「松本幸四郎」 細判錦絵